# ماتا نيهال كاور
ماتا نيهال كاور، وكانت تسمى قبل زواجها أنانتي جي، كانت زوجة بابا غورديتا، وهي ابنة الغورو السادس للديانة السيخية الغورو هارجوفيند (قانونا)، بالإضافة لكونها أم الغورو السابع للسيخية الغورو هارراي
كانت ماتا نيهال كاور هي المسؤلة عن تربية «الغورو السابع» وقد غرست فيه القيم الروحية التي تبناها بيت الغورو ناناك مؤسس الديانة السيخية. حيث كانت تعلم الشباب ليكونوا على قيم الرحمة والحب، والعطف، والشجاعة، التواضع، وغيرها.

## حياتها
كانت نيهال كاور ابنةً لكل من الأب بهاي رامت والأم ،سوخديفي وكلاهما من كهنة السيخ من منطقة باتالا التي تقع اليوم ضمن إقليم جورداسبور. تزوجت نيهال كاور من بابا جوديتا في 17 أبريل 1624. وكانت نيهال كاور زوجة ابن جورو السيخ السادس، جورو هارجوبيند. أنجبت نيهال كاور اثنين من الأبناء، هما دير مال (المولود في 11 يناير 1627) وجورو هار راي السابع (المولود في 18 يناير 1630).
عقب وفاة جورو هارجوبيند وانتقال ماتا ناناكي إلى باكالا في عام 1644، تولت نيهال كاور إدارة أسرة الجورو خلال فترة تولي هار راي وهار كريشان للزعامة الدينية. 
كانت مسؤولة عن تربية الجورو السابع وعملت على غرس القيم الروحية لبيت جورو ناناك، مؤسس السيخية. علمت نيهال كاور الجورو الصغير القيم الإنسانية مثل الرحمة والمحبة واللطف والشجاعة والتواضع، تماماً كما فعلت جميع أمهات الجورو.
توفيت نيهال كاور في كيرتبور في 29 سبتمبر 1644. 

## روابط خارجية
- مقالة عن ماتا نيهال كاور (بالإنجليزية)